# رايموند دودغ
رايموند دودغ (بالإنجليزية: Raymond Dodge)‏ هو صحفي وعالم نفس أمريكي، ولد في 1871، وتوفي في 1942.